# Chongnyon Jonwi
Chongnyon Jonwi (tiếng Triều Tiên: 청년전위; dịch nghĩa đen: "youth vanguard") là một tờ báo viết hàng ngày ở Bắc Triều Tiên. Đây là cơ quan chính thức của Ủy ban Trung ương Đoàn Thanh niên Yêu nước Xã hội chủ nghĩa. Đây là một trong ba tờ báo quan trọng nhất trong nước, hai tờ còn lại là Rodong Sinmun và Joson Inmingun. Chongnyon Jonwi đặc biệt được biết đến với việc cùng xuất bản các bài xã luận về Năm Mới với hai tờ báo dưới thời cai trị của Kim Jong-il. Tổng biên tập là Choe Sun-chol.

## Lịch sử
Tờ báo được xuất bản lần đầu tiên vào ngày 20 tháng 4 năm 1946. Ban đầu nó được xuất bản với tựa đề Chongnyon (trong tiếng Anh có nghĩa là Youth, tiếng Việt có nghĩa là Thanh niên). Nó được đổi tên thành Minju Chongnyon nhân dịp Đại hội lần thứ hai của Liên đoàn Thanh niên Dân chủ Bắc Triều Tiên vào tháng 9 năm 1946. Nó có tên là Rodong Chongnyon khi Đoàn Thanh niên Dân chủ Bắc Triều Tiên được tổ chức lại thành Đoàn Thanh niên Lao động Xã hội Chủ nghĩa Triều Tiên vào tháng 5 năm 1964. Tên gọi Chongnyon Jonwi được thông qua khi Đoàn tiếp tục đổi tên thành Đoàn Thanh niên Xã hội Chủ nghĩa Kim Chính Nhật vào tháng 1 năm 1996. Tên gọi của Đoàn được tiếp tục thay đổi thành Đoàn Thanh niên Kim Nhật Thành-Kim Chính Nhật tại Đại hội lần thứ IX được tổ chức vào ngày 27-28 tháng 8 năm 2016. Đại hội lần thứ 10 của Đoàn được tổ chức vào ngày 27–29 tháng 4 năm 2021 đã thống nhất đổi tên Đoàn thành Đoàn Thanh niên Yêu nước Xã hội chủ nghĩa với mục đích phản ánh bản chất là lực lượng dự bị cho công cuộc xây dựng xã hội chủ nghĩa.
Chongnyon Jonwi đã nhận được Huân chương Quốc kỳ, Hạng Nhất, vì được xuất bản trong Chiến tranh Triều Tiên mà không bỏ sót vấn đề nào. Tờ báo này kỷ niệm số thứ 20.000 vào ngày 6 tháng 2 năm 2017.

## Nội dung
Chongnyon Jonwi được xuất bản hàng ngày và là một tờ báo quốc gia. Đây là cơ quan của Ủy ban Trung ương Đoàn Thanh niên Yêu nước Xã hội chủ nghĩa. Nó mang đăng về các cuộc du hành thám hiểm, hồi ký, tiểu luận và các loại bài báo khác.
Tờ báo này đặc biệt được biết đến vì là một trong ba tờ báo từng cùng xuất bản các địa chỉ Năm Mới dưới thời kỳ lãnh đạo của Kim Jong-il, người đã phá vỡ truyền thống và đưa những tờ báo này đến trực tiếp với khán giả. Bài xã luận đầu tiên như vậy vào năm 1995 và bài cuối cùng vào năm 2012. Hai tờ báo khác là Rodong Sinmun, cơ quan của Đảng Lao động Triều Tiên (WPK), và Joson Inmingun, tờ báo của Quân đội Nhân dân Triều Tiên (KPA). Bởi vì Đảng Lao động, Quân đội Nhân dân và Đoàn Thanh niên là ba tổ chức quan trọng nhất trong nước, báo chí của họ là ba tờ báo có ảnh hưởng nhất, mặc dù theo Fyodor Tertitskiy của tờ NK News cho rằng: "Khách quan mà nói, Chongnyon Chonwi gần như không đáng kể như hai ấn phẩm còn lại".